# Agrioglypta deliciosa
Agrioglypta deliciosa is een vlinder uit de familie van de grasmotten (Crambidae). De wetenschappelijke naam van de soort is voor het eerst gepubliceerd in 1887 door Arthur Gardiner Butler.
De spanwijdte bedraagt ongeveer 33 millimeter.
De soort komt voor in de Indonesië (Sumatra), Nieuw-Guinea, Solomonseilanden en Australië (Queensland).